# Unihockey Limmattal
Der Unihockey Limmattal ist ein Schweizer Unihockeyverein mit Sitz in der Zürcher Gemeinde Urdorf. Er entstand im Jahr 2008 durch die Fusion der beiden Limmattaler Unihockeyvereine UHC Limmat Shark und UHC Urdorf. Die  Wurzeln des Vereins reichen jedoch bis in die Gründerzeit des Unihockeysport in der Schweiz zurück. Das Fanionteam der Herren stieg 2023 erstmalig in die Nationalliga B auf. Mit über 200 lizenzierten Spielern gehört der Unihockey Limmattal zu den grössten Unihockeyvereinen der Schweiz.

## Geschichte

### UHC Limmat Sharks
Der UHC Limmat Sharks wurde am 11. Dezember 1992 in Geroldswil von unihockeybegeisterten Sportlern aus den limmattaler Gemeinden Geroldswil und Oetwil an der Limmat gegründet. Der Verein spielte in seiner knapp sechzehnjährigen Geschichte erfolgreich Unihockey in der 2. Liga GF. Ausserdem verfügte  der UHC Limmat Sharks über eine sehr leistungsstarke Damenmannschaft.

Mannschaftsfoto des UHC Urdorf von 1983

### UHC Urdorf
1982 nahm unter dem Namen Urdorf Bulls eine Gruppe von jungen Mitgliedern des Turnverein Urdorf erstmalig an einem Unihockeyturnier an der Hochschulsportanlage Zürich-Fluntern teil. Im Jahr darauf organisierte der Schweizerischen Landhockeyverband (SLHV) durch seine neu gegründete Untersektion Unihockey  eine Qualifikationsrunde für eine neue Nationalliga A. Auch die Urdorf Bulls nahmen zusammen mit insgesamt 22 Unihockey-Mannschaften aus der ganzen Schweiz an dieser Qualifikationsrunde teil, die zwischen Februar und Mai 1983 durchgeführt wurde. Dabei gelang den Urdorfer auf Anhieb die Qualifikation in die neue Nationalliga A im Unihockey.
Am 17. August 1983 wurde der UHC Urdorf als offizieller Verein gegründet und in der darauffolgenden Saison 1983/84 erkämpften die Urdorfer sich den Titel des ersten Schweizer Meisters in der Geschichte der Nationalliga A im Unihockey. Ein weiterer Meilenstein war das Jahr 1985, als die Urdorfer Mannschaft in Untervaz den Final des ersten Schweizer Cups im Unihockey bestritt. Der UHC Urdorf war in der Gründerphase des Unihockeys aktiv am Aufbau des neuen Sports in der Schweiz beteiligt und war 1985 einer der Gründervereine des Schweizerischen Unihockeyverbandes Swiss Unihockey. Er gehörte bei seiner Auflösung im Jahr 2008 zu den ältesten Unihockeyvereinen in der Schweiz.

### Fusion
Am 26. Januar 2008 wurden der UHC Limmat Sharks und der UHC Urdorf aufgelöst und in den neu gegründeten Verein Unihockey Limmattal integriert. Nach dieser Fusion konnten nicht nur Synergien erzielt werden, sondern auch Mannschaften zusammengelegt und Talente aktiv gefördert werden.

## Mannschaften und Verein
Der Unihockey Limmattal bietet seinen Talenten auch mit Leistungsteams eine attraktive sportliche Perspektive. Die Mitglieder kommen aus allen Gemeinden im Limmattal (Oetwil a.d.L, Geroldswil, Weiningen, Unter- und Oberengstringen, Schlieren, Dietikon, Urdorf, Birmensdorf), aber auch aus angrenzenden Gemeinde der Kantone Zürich und Aargau, sowie aus der Stadt Zürich. In jeder Saison spielen ca. 9 – 10 Juniorenmannschaften und ca. 4 Aktivteams. Seit der Fusion 2008 erreichte jedes Jahr mindestens eine Juniorenmannschaft die Finalrunde.
Der Verein verfügt aktuell über 16 Mannschaften. Davon drei Aktivteams der Herren und ein Aktivteam der Damen. Das Fanionteam der Herren des Unihockey Limmattal stieg 2023 erstmalig in die Nationalliga B (Unihockey) auf. Mit rund 200 lizenzierten Spielern ist der Unihockey Limmattal einer der grössten Unihockeyvereine der Schweiz. Der Verein betreibt ausserdem eine eigene Unihockeyschule und unterstützt aktiv die Special Olympics (Behindertensport).

## Kader
- Cedric Hasenböhler
- Dario Küng
- Livio Schnoz
- Yannik Zwirner
- Michel Widmer
- Marco Ramseyer
- Damian Pliska
- Fabian Massaro
- Louis Pfau
- Pascal Nater
- Flavio Stephan Schneider
- Nicolas Jordan
- Julian Geiser
- Moritz Wenk
- Alex Hess
- Dominik Galsterer
- Dominik Bär
- Valentin Ladner
- Andris Ladner
- Tim Lemke
- Tim Zahner
- Valentin Nov
- Yanis Bötschi
- Michael Haenle
- Steven Friedli
- Robin Vogler

## Sportliche Erfolge

### Aufstieg in die Nationalliga B (Saison 2022/23)
Nach dem verpassten Aufstieg in der letzten Saison wechselte die 1. Mannschaft von Limmattal von der Gruppe 2 in die Gruppe 1. In der Saison 2022/23 zeigte die Mannschaft Unihockey Limmattal eine beeindruckende Leistung und dominierte die 1. Liga Gruppe 1. Nach Abschluss der Meisterschaft belegten die Limmattaler den 1. Rang mit herausragenden 55 Punkten (16 Siege, 2 Siegen nach Verlängerung, 3 Niederlagen nach Verlängerung und 1 Niederlage). Mit einer beeindruckenden Tordifferenz von +77 zeigten sie eine bemerkenswerte Spielleistung und erzielten damit ihre beste Meisterschaft in der Vereinsgeschichte.
In den Playoff-Viertelfinals traf Unihockey Limmattal auf die Zuger Highlands, die den 8. Platz in der Meisterschaft belegten. Die Limmattaler zeigten ihre Stärke und gewannen die Serie souverän in zwei Spielen.

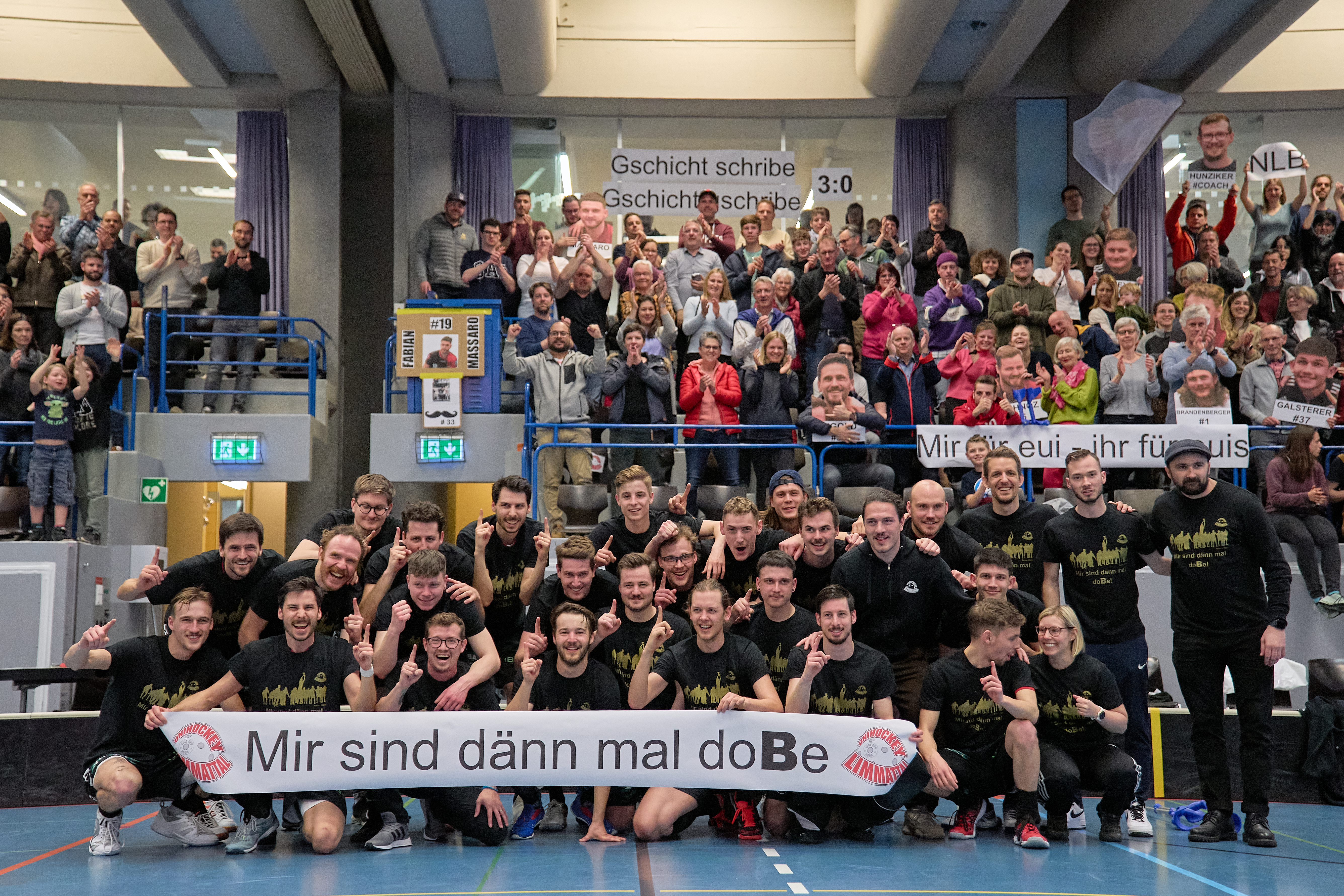
Aufstieg Nationalliga B Saison 2022/23

Im Halbfinale stand ihnen Unihockey Luzern gegenüber. Auch in dieser Serie konnten die Limmattaler ihre Überlegenheit demonstrieren und entschied die Serie ebenfalls in zwei Spielen für sich.
Im spannenden Finale trafen sie auf Olten Zofigen, die Mannschaft, welche es schaffte in der regulären Meisterschaft zweimal nach Verlängerung gegen die Limmattaler zu gewinnen. Trotzdem zeigten die Limmattaler eine beeindruckende Leistung und gewannen die Best-of-Five-Serie in drei Spielen. Mit dieser herausragenden Leistung sicherten sie sich den Titel und krönten sich zum Meister der 1. Liga Gruppe 1.
Nach diesem Erfolg traten die Limmattaler in den Aufstiegsplayoffs gegen Unihockey Langenthal Aarwangen an. Unihockey Langenthal Aarwangen belegte den letzten Platz in der Nationalliga B und hatte in den Playouts eine Niederlage von 3:1 in der Best-of-Five-Serie gegen UHT Eggiwil hinnehmen müssen. Die Limmattaler machten dort weiter, wo sie aufgehört hatten und machten den Aufstieg perfekt. Mit einer beeindruckenden Leistung gewannen sie die Best-of-Five-Serie mit 3:0 und sicherten sich somit den Aufstieg in die Nationalliga B.
Die Saison 2022/23 war zweifellos ein Meilenstein für Unihockey Limmattal. Durch ihre dominante Leistung in der 1. Liga Gruppe eins und ihren eindrucksvollen Sieg in den Aufstiegsplayoffs haben sie sich ihren Platz in der Nationalliga B verdient. Die kommende Saison wird für Unihockey Limmattal eine neue Herausforderung sein, in der sie ihr Können auf einem höheren Niveau unter Beweis stellen können.

### Auf/Abstiegsplayoff in der Saison 2021/22
In der Saison 2021/22 nahm die Mannschaft Unihockey Limmattal nach ihrem Sieg im Playoff-Finale der 1. Liga Gruppe 2 gegen den UHC Pfannenstiel an den Aufstiegsplayoffs für die Nationalliga B teil. Ihr Gegner in den Playoffs war das Team von Floorball Fribourg, das in der regulären Saison den 9. Platz in der Nationalliga B belegt hatte. Die Fribourger hatten zuvor in den Playouts gegen die Red Devils March-Höfe gespielt und nach vier Spielen verloren.
Die Serie begann für Unihockey Limmattal zunächst nicht optimal, da sie nach den ersten beiden Spielen gegen Fribourg mit einem Rückstand von 0:2 in der Serie konfrontiert waren. Die Limmattaler kämpften jedoch weiter und konnten die Serie auf 2:2 ausgleichen. Es entwickelte sich ein spannendes Duell, bei dem beide Teams um den Aufstieg/Erhalt in die Nationalliga B kämpften.
Im entscheidenden letzten Spiel behielten jedoch die Fribourger die Oberhand und gewannen mit einem knappen Ergebnis von 6:5. Diese Niederlage bedeutete für Unihockey Limmattal, dass sie den Aufstieg in die Nationalliga B nicht erreichten. Trotz ihres kämpferischen Einsatzes und der starken Leistung in den Playoffs mussten sie sich letztendlich geschlagen geben.
Die Auf/Abstiegsplayoffs der Saison 2021/22 boten den Zuschauern packende Spiele und zeigten das hohe Niveau und die Intensität des Unihockeys. Unihockey Limmattal konnte stolz auf ihre Leistung sein, obwohl der Aufstieg letztendlich knapp verpasst wurde. Die Saison bot den Spielern und Fans von Unihockey Limmattal jedoch eine wertvolle Erfahrung und die Motivation, in Zukunft erneut um den Aufstieg in die Nationalliga B zu kämpfen.

### Weitere Erfolge
- Finalsieg 1. Liga GF: 2018, 2022, 2023
- Aufstieg 1. Liga GF: 2016